# Izidor Šušteršič
Izidor Šušteršič (* 18. Februar 1977 in Ljubljana) ist ein ehemaliger slowenischer Snowboarder. Er startete in den Paralleldisziplinen und nahm an drei Olympischen Winterspielen sowie vier Snowboard-Weltmeisterschaften teil.

## Werdegang
Šušteršič nahm im Januar 2002 am Kreischberg erstmals am Snowboard-Weltcup der FIS teil, wobei er den 64. Platz im Parallel-Riesenslalom errang. Bei den Snowboard-Weltmeisterschaften 2005 in Whistler belegte er den 34. Platz im Parallel-Riesenslalom sowie den 24. Rang im Parallelslalom und bei den Olympischen Winterspielen 2006 in Turin den 21. Platz im Parallel-Riesenslalom. Zu Beginn der Saison 2006/07 erreichte er in San Vigilio di Marebbe mit dem vierten Platz im Parallel-Riesenslalom seine erste Top-Zehn-Platzierung sowie beste Platzierung im Weltcup. Im weiteren Saisonverlauf kam er im Weltcup dreimal unter die ersten zehn und errang mit dem 16. Platz im Parallel-Weltcup sein bestes Gesamtergebnis. Beim Saisonhöhepunkt, den Snowboard-Weltmeisterschaften 2007 in Arosa, belegte er den 18. Platz im Parallelslalom und den achten Rang im Parallel-Riesenslalom. In der Saison 2007/08 sowie 2008/09 errang er jeweils den 23. Platz im Parallel-Weltcup und fuhr bei den Snowboard-Weltmeisterschaften 2009 in Gangwon auf den 17. Platz im Parallel-Riesenslalom. In der Saison 2009/10 wiederholte er mit zwei Top-Zehn-Platzierungen sein bestes Gesamtergebnis, den 16. Platz im Parallel-Weltcup. Bei den Olympischen Winterspielen 2010 in Vancouver kam er auf den 25. Platz im Parallel-Riesenslalom. 
In der folgenden Saison holte Šušteršič im Parallel-Riesenslalom in Rogla seinen einzigen Sieg im Europacup und fuhr auf den 21. Platz im Parallel-Weltcup. Dabei kam er im Parallel-Riesenslalom in Arosa mit Platz vier letztmals unter die ersten zehn im Weltcup. Beim Saisonhöhepunkt, den Snowboard-Weltmeisterschaften 2011 in La Molina, errang im Parallel-Riesenslalom sowie im Parallelslalom jeweils den 13. Platz. In der Saison 2013/14 belegte er bei den Olympischen Winterspielen 2014 in Sotschi den 30. Platz im Parallelslalom sowie den 21. Rang im Parallel-Riesenslalom und absolvierte in Sudelfeld seinen 87. und damit letzten Weltcup, welchen er auf dem 35. Platz im Parallel-Riesenslalom beendete.

## Teilnahmen an Weltmeisterschaften und Olympischen Winterspielen

### Olympische Winterspiele
- 2006 Turin: 21. Platz Parallel-Riesenslalom
- 2010 Vancouver: 25. Platz Parallel-Riesenslalom
- 2014 Sotschi: 21. Platz Parallel-Riesenslalom, 30. Platz Parallelslalom

### Snowboard-Weltmeisterschaften
- 2005 Whistler: 24. Platz Parallelslalom, 34. Platz Parallel-Riesenslalom
- 2007 Arosa: 8. Platz Parallel-Riesenslalom, 18. Platz Parallelslalom
- 2009 Gangwon: 17. Platz Parallel-Riesenslalom
- 2011 La Molina: 13. Platz Parallel-Riesenslalom, 13. Platz Parallelslalom

## Weltcup-Gesamtplatzierungen
| Saison  | Gesamt | Gesamt | Parallel | Parallel |
| Saison  | Punkte | Platz  | Punkte   | Platz    |
| ------- | ------ | ------ | -------- | -------- |
| 2002/03 | -      | -      | 16       | 91.      |
| 2003/04 | -      | -      | 102      | 56.      |
| 2004/05 | -      | -      | 72       | 61.      |
| 2005/06 | 234    | 188.   | 234      | 46.      |
| 2006/07 | 1886   | 27.    | 1886     | 16.      |
| 2007/08 | 1565   | 56.    | 1565     | 23.      |
| 2008/09 | 1071   | 74.    | 1071     | 23.      |
| 2009/10 | 1672   | 31.    | 1672     | 16.      |
| 2010/11 | –      | –      | 1238     | 21.      |
| 2011/12 | –      | –      | 570      | 32.      |
| 2012/13 | –      | –      | 247      | 39.      |
| 2013/14 | –      | –      | 411      | 32.      |